# Julius Oswald
Julius Oswald SJ (* 1943 in Jugoslawien) ist ein deutscher römisch-katholischer Theologe, Publizist, Jesuit und Bibliotheksdirektor.

## Leben
Julius Oswald trat nach dem Abitur 1967 in den Jesuitenorden ein (erste Gelübde 1969, letzte Gelübde 1985). Nach seinen Studien der Philosophie und Katholischen Theologie, folgte eine Promotion in Philosophie an der Ludwig-Maximilians-Universität München mit einer Arbeit über die philosophische Position der Gründer der Zeitschrift „Praxis“ unter besonderer Berücksichtigung ihrer Religionskritik. Er absolvierte die Ausbildung für den höheren Bibliotheksdienst an der Bayerischen Bibliotheksschule. Anschließend war er Leiter der Bibliothek und Lehrbeauftragter der Hochschule für Philosophie der Jesuiten in München. Er publizierte zahlreiche Schriften, vor allem über die Geschichte der Jesuiten im deutschsprachigen Raum. Er ist Gründer und Vorsitzender von Jesuitica e. V. Nach seiner Tätigkeit an der Hochschule für Philosophie in München arbeitete er in der Cityseelsorge in Augsburg und der Gemeindeseelsorge im Raum München mit, inzwischen in Garching bei München..

## Veröffentlichungen (Auswahl)

### Publikationen in Buchform (als Autor und Herausgeber)
- Revolutionäre Praxis. Darstellung und Kritik der philosophischen Position der Gründer der Zeitschrift „Praxis“ unter besonderer Berücksichtigung ihrer Religionskritik (= Themen und Thesen der Theologie), Düsseldorf 1982, (Hochschulschrift, zugleich München, Univ., Diss.), ISBN 978-3-491-71045-0.
- (Hrsg.), mit Joachim Wild (Hrsg.), Andrea Schwarz (Hrsg.), Die Jesuiten in Bayern 1549–1778. Ausstellung des Bayerischen Hauptstaatsarchivs und der Oberdeutschen Provinz der Gesellschaft Jesu, (= Generaldirektion der Staatlichen Archive Bayerns (Hrsg.), Ausstellungskataloge der Stattlichen Archive Bayerns), München 1991, ISBN 978-3-87437-307-4.
- (Hrsg.), Jesuitica. Bibliographie zur Geschichte – Kunst – Literatur – Naturwissenschaft – Philosophie – Theologie der Gesellschaft Jesu, 2. Auflage, Bibliothek der Hochschule für Philosophie, München 1996.
- (Hrsg.), mit Rita Haub (Hrsg.), Jesuitica e.V. (Hrsg.), Jesuitica. Bibliographie zur Geschichte – Kunst – Literatur – Naturwissenschaft – Philosophie – Theologie der Gesellschaft Jesu, 3., erweiterte Auflage, München 1997.
- (Hrsg. und Einleitung), mit Rita Haub (Bearbeitung) und Petrus Canisius (Autor), Das Testament des Petrus Canisius. Vermächtnis und Auftrag (= Geistliche Texte, Band 19), Gruppe für Ignatianische Spiritualität, Frankfurt am Main 1997.
- (Hrsg.), Serenissimi Gymnasium. 450 Jahre bayerische Bildungspolitik vom Jesuitenkolleg zum Wilhelmsgymnasium München, Regensburg 2010, ISBN 978-3-7954-2358-2, (= Jesuitica, Band 15) (Institutum Historicum Societatis Jesu (Rom), Bibliotheca Instituti Historici, S(ectio) I., Vol(umen) 71.)
- (Hrsg.), „Auch auf Erd ist Gott mein Himmel“. Pater Philipp Jeningen SJ – Missionar und Mystiker. Leben und Briefe. Zum 300. Todestag, Ostfildern 2004, ISBN 978-3-7966-1158-2.
- (Hrsg.), mit Rita Haub (Hrsg.), Jesuitica. Forschungen zur frühen Geschichte des Jesuitenordens in Bayern bis zur Aufhebung 1773 (= Zeitschrift für bayerische Landesgeschichte, Beiheft, Reihe B, Heft 17), München 2001, ISBN 978-3-406-10817-4.
- (Hrsg.), Roman Bleistein (Beitrag) u. a., Schule des Denkens. 75 Jahre Philosophische Fakultät der Jesuiten in Pullach und München, Stuttgart, Berlin, Köln 2000, ISBN 978-3-17-016701-8.
- (Hrsg.) und Peter Rummel (Hrsg.), Petrus Canisius. Reformer der Kirche. Festschrift zum 400. Todestag des zweiten Apostels Deutschlands (= Verein für Augsburger Bistumsgeschichte, Jahrbuch, Jahrgang 30, 1996), Augsburg 1996, ISBN 978-3-929246-17-9.
- (Hrsg.), mit Rita Haub (Hrsg.), Franz Xaver – Patron der Missionen. Festschrift zum 450. Todestag. (=Jesuitica, Band 4), Regensburg 2002.
- (Hrsg.), Otto Truchsess von Waldburg (1514–1573) (= Jahrbuch des Historischen Vereins Dillingen an der Donau, 115. Jahrgang, 2014) (= Jesuitica, Band 21), Regensburg 2016, ISBN 978-3-7954-3091-7.
- (Hrsg.), mit Sibylle Appuhn-Radtke (Hrsg.) und Claudia Wiener (Hrsg.), Die Schutzengelkirche (Eichstätt) und das ehemalige Jesuitenkolleg in Eichstätt (= Jesuitica, Band 16), Regensburg 2011, ISBN 978-3-7954-2467-1.

### Beiträge in Sammelwerken
- Die Jahresberichte nach Rom, in: Joachim Wild (Hrsg.), Andrea Schwarz (Hrsg.), Julius Oswald (Hrsg.), Die Jesuiten in Bayern 1549–1778. Ausstellung des Bayerischen Hauptstaatsarchivs und der Oberdeutschen Provinz der Gesellschaft Jesu, (= Generaldirektion der Staatlichen Archive Bayerns (Hrsg.), Ausstellungskataloge der Stattlichen Archive Bayerns), München 1991, S. 26–27.
- Claude Jay, der erste Jesuit in Bayern, in: Julius Oswald (Hrsg.), Rita Haub (Hrsg.), Jesuitica. Forschungen zur frühen Geschichte des Jesuitenordens in Bayern bis zur Aufhebung 1773 (= Zeitschrift für bayerische Landesgeschichte, Beiheft, Reihe B, Heft 17), München 2001, ISBN 978-3-406-10817-4, S. 3–19
- Ringen um die Einheit der Kirche. Petrus Canisius und Philipp Melanchton, in: Julius Oswald (Hrsg.), Rita Haub (Hrsg.), Jesuitica. Forschungen zur frühen Geschichte des Jesuitenordens in Bayern bis zur Aufhebung 1773 (= Zeitschrift für bayerische Landesgeschichte, Beiheft, Reihe B, Heft 17), München 2001, ISBN 978-3-406-10817-4, S. 20–40
- Petrus Canisius und die Reform der Kirche im sechzehnten Jahrhundert, in: Julius Oswald (Hrsg.), mit Rita Haub (Hrsg.), Jesuitica. Forschungen zur frühen Geschichte des Jesuitenordens in Bayern bis zur Aufhebung 1773 (= Zeitschrift für bayerische Landesgeschichte, Beiheft, Reihe B, Heft 17), München 2001, ISBN 978-3-406-10817-4, S. 77–94
- Erbauungsschrift oder Leitungsbericht? Zum historischen Quellenwert der Litterae Annuae, in: Julius Oswald (Hrsg.), mit Rita Haub (Hrsg.), Jesuitica. Forschungen zur frühen Geschichte des Jesuitenordens in Bayern bis zur Aufhebung 1773 (= Zeitschrift für bayerische Landesgeschichte, Beiheft, Reihe B, Heft 17), München 2001, ISBN 978-3-406-10817-4, S. 451–457.
- Ignatius von Loyola und Franz Xaver Gründer und Heilige der Gesellschaft Jesu, in: Julius Oswald (Hrsg.), Rita Haub (Hrsg.), Franz Xaver – Patron der Missionen. Festschrift zum 450. Todestag. (=Jesuitica, Band 4), Regensburg 2002, S. 39–59.
- Otto Truchsess von Waldburg und die ersten Jesuiten in Bayern, in: Julius Oswald (Hrsg.), Otto Truchsess von Waldburg (1514–1573) (= Jahrbuch des Historischen Vereins Dillingen an der Donau, 115. Jahrgang, 2014) (= Jesuitica, Band 21), Regensburg 2016, ISBN 978-3-7954-3091-7, S. 53–74.
- Absolute Zukunft und Eschatologie. Rahner und der Marxismus, in: Harald Schöndorf (Hrsg.), Peter Henrici (Mitarbeit), Die philosophischen Quellen der Theologie Karl Rahners (= Quaestiones Disputatae, Band 213), Freiburg im Breisgau, Wien (u. a.) 2005, ISBN 3-451-02213-3, S. 127–142.

### Zeitschriftenartikel
- Jugoslawien – ein schweres Erbe. Zur politischen Situation am Ende der Ära Tito, in: Stimmen der Zeit, Jahrgang 113, 1988, S. 783 ff.
- Sozialismus – Ende einer Illusion? Zum gegenwärtigen Wandel in den kommunistischen Staaten*, in: Stimmen der Zeit, Jahrgang 114, 1989, S. 640 ff.
- Petrus Canisius, in: Stimmen der Zeit, 121. Jahrgang, 1996, S. 736 ff.
- Ignatius Loyola and Francis Xavier, in: Archivum Historicum Societatis Iesu, Jahrgang 71, 2002, S. 231–247.

### Artikel in Lexika und Onlineauftritten
- Berchmanskolleg, Pullach, in: Historisches Lexikon Bayerns, publiziert am 11. Mai 2006[6]
- Hochschule für Philosophie, München, publiziert am 11. Mai 2006; in: Historisches Lexikon Bayerns,[7]
- Petrus Canisius, in: Jesuiten. Internetpräsenz der Jesuiten in Zentraleuropa, Abruf 25. Mai 2025[8]